# På blodig mark
På blodig mark (nederländska: Soldaat van Oranje) är en holländsk-belgisk krigsfilm från 1977 i regi av Paul Verhoeven.
Filmen bygger på Erik Hazelhoff Roelfzemas självbiografiska roman Soldaat van Oranje.

## Handling
På blodig mark följer en grupp studentkamrater under andra världskriget och den tyska ockupationen av Nederländerna.

## Rollista i urval
- Rutger Hauer - Erik Lanshof
- Jeroen Krabbé - Guus LeJeune
- Susan Penhaligon - Susan
- Edward Fox - överste Rafelli
- Derek De Lint - Alex
- Belinda Meuldijk - Esther
- Reinhard Kolldehoff - sturmbannführer Geisman
- Andrea Domburg - drottning Wilhelmina